# 金茶榮
金 茶榮（キム・ダヨン、1996年9月16日 - ）は、韓国出身のハンドボール選手。日本ハンドボールリーグのソニーセミコンダクタマニュファクチャリング所属。

## 経歴
2018年に日本ハンドボールリーグのソニーセミコンダクタマニュファクチャリングへ加入。
2019年の第9回社会人選手権ではベストセブンに選ばれた。

## 詳細情報

### 年度別成績
| 年       | チーム   | 試合 | フィールド 得点 | 率   | 7m  | 合計   | 警告 | 退場 | 失格 |
| -------- | -------- | ---- | --------------- | ---- | --- | ------ | ---- | ---- | ---- |
| 2018-19  | ソニー   | 18   | 49/109          | .450 | 5/7 | 54/116 | 2    | 1    | 0    |
| JHL：1年 | JHL：1年 | 18   | 49/109          | .450 | 5/7 | 54/116 | 2    | 1    | 0    |

### タイトル・表彰

#### 社会人選手権
- ベストセブン：1回 (2019年)

### 記録

#### 日本ハンドボールリーグ
- フィールドゴール初得点：2018年11月4日、対プレステージ・インターナショナル アランマーレ戦（北陸電力福井体育館フレア）[4]
- 7mスロー初得点：2019年1月16日、対オムロン戦（姶良市総合運動公園体育館）[5]

### 背番号
- 29 (2018年 - )